# Мрвице за колаче
Мрвице за колаче, које су у неким земљама познате као "стотине и хиљаде", су веома мали комади слаткиша који се често користе као шарена декорација или за додавање текстуре десертима као што су капкејкси, колачи, крофне или сладолед. Мале бомбоне се производе у разним бојама и углавном се користе као прелив или декоративни елемент. Речник америчког регионалног енглеског дефинише их као „мале куглице или комадићи слаткиша у облику штапића који се користе као прелив за сладолед, колаче и друго“.

## Имена
У Великој Британији и другим земљама англофонског Комонвелта мрвице се означавају различитим именима. На пример, "стотине и хиљаде" је најпопуларнији назив који се користи у Британији, као и у англофонској Океанији (Аустралија и Нови Зеланд) за означавање мрвица и малих куглица. Још једна британска варијанта термина је "вермичели", посебно када се говори о чоколадним мрвицама.  Ово име се може видети као позајмљено у говорном египатском арапском језику као faːrmasil.
"Џими" је најпопуларнији израз за чоколадне мрвице у регионима Филаделфије, Бостона и Нове Енглеске. Порекло имена Џими је неизвесно, али је први пут документовано 1930. године, као украс за торте. Компанија Just Born из Бетлехема, Пенсилванија, тврди да је измислила џимије и дала им име по једном запосленом.  
Још једна мало вероватна тврдња о имену Џими потиче од др Сиднеја Фарбера и Едварда Бригама. Др Фарбер је суоснивач Дана-Фарбер Института за рак у Бостону, као и добротворне организације, Џими Фонд, која је названа по једном детету, његовом пацијенту. Бригам је отворио ресторан са сладоледом под називом Бригам и наплаћивао је додатни пени за чоколадне мрвице на корнету, што је ишло у Фонд Џими. Фонд је, међутим, покренут 1948. године, много након прве историјске референце.
У Конектикату и другим местима у САД, као што је назначено у званичном сајту - речнику Меријам-Вебстер, "шотс" је специфичан израз за мрвице.   

## Историја
Куглице мрвице датирају барем из касног 18. века, ако не и раније. Коришћене су као декорација за скулптуре Pièce montée и десерте.
Холандске hagelslag (мрвице) изумео је 1913. Ервен Х. де Јонг из Вормервера. Венц, још једна холандска компанија, учинила је hagelslag популарним. Hagelslag се користи на хлебу. Путер се размаже тако да мрвице не спадну. Након много истраживања и подухвата, де Вриес и Венц су створили прву машину за производњу ситних цилиндричних посластица. Добили су назив hagelslag по њиховој сличности са временским феноменом истакнутим у Холандији: градом. (Ова референца се такође преноси на финску реч за мрвице, „Koristerakeet“ што буквално значи „декоративни град“). Само hagelslag са процентом какаа већим од 32% може да носи назив чоколадни. Ако је нижи од 32%, назива се какаофантазија.
Компанија за слаткише Just Born цитира свог оснивача, Сема Борна, да је измислио "чоколадне" мрвице зване "џими" (које можда никада нису садржавале чоколаду) у Бруклину у Њујорку.  Међутим, рекламе за чоколадне мрвице као посластице постоје још давне 1921, две године пре Just Born-а.
Сродни производ, шећер песак је комерцијално доступан у малом спектру боја деценијама. Сада долази у великом броју, укључујући црне и металик „шљокице“.

## Врсте
Шећер песак је провидни кристални шећер веће величине кристала од рафинисаног белог шећера за општу употребу. Кристални шећер обично је бистар и са много већим кристалима од шећера песка. Бисерни шећер су релативно велике, непрозирне беле куглице шећера. И кристални и бисерни шећер се обично користе за посипање слатког хлеба, пецива и колачића у многим земљама.
Неки амерички произвођачи сматрају да су издужене непрозирне мрвице званичне мрвице. На британском енглеском, ово су шећерне нити или стотине и хиљаде (потоњи термин алудира на њихову наводну небројивост). У североисточним Сједињеним Државама, мрвице се често називају џими. „Џими“, у овом смислу, обично се сматра да се користи као прелив за сладолед, док мрвице служе за украшавање пецива, али се термин може користити и за једно и за друго.
Мрвице познате као nonpareils на француском су мале непрозирне куглице које су традиционално биле беле, али сада долазе у многим бојама. Дражеје у облику мрвица су као велики nonpareil са металним преливом од сребра, злата, бакра или бронзе. Дражеје за украшавање хране сада се такође праве у облику који подсећа на бисере.
Преливи који су по конзистенцији сличнији другој врсти слаткиша, чак и ако се користе слично као мрвице, обично су познати по варијацији назива тог слаткиша — на пример, мини чоколадни чипс или пралине.

## Употребе
За мрвице је обично потребна глазура, сладолед или нека друга врста лепљивог материјала да би се залепиле на жељену површину хране. Најчешће се могу наћи на мањим посластицама као што су колачи или колачићи са глазираним шећером.
У Холандији, чоколадне мрвице се користе као прелив за сендвиче; ово је такође уобичајено у Белгији и бившим колонијама Холандије, Суринаму и Индонезији. Ове земље такође користе vruchtenhagel и anijshagel (направљене од шећера и ароме воћа/аниса) на сендвичима (углавном за доручак). У Индонезији су уобичајено познате као meses или meises, вероватно изведено од холандског muisjes, који су такође слични. У Белгији се често називају muizenstrontjes (мишји измет) због сличности са мишјим изметом.
Вилински хлеб је назив за дечију посластицу која се састоји од мрвица на белом хлебу намазаном путером. Вилински хлеб се обично служи на дечјим забавама у Аустралији и Новом Зеланду.
Дезерт који се зове конфети колач има мрвице помешане са тестом, где се полако растварају и формирају мале обојене мрље, дајући изглед конфета. Конфети торте су популарне за дечје рођендане у Сједињеним Државама. Компанија Пилсбури продаје сопствену варијацију познату као "Фунфети" торта, која укључује супстанцу налик на мрвице у мешавину.